# Mk46 (魚雷)
Mk.46は、アメリカ合衆国の軽量対潜水艦魚雷。
発射後、目標捜索に独特の蛇行を描くためコブラと呼称される。航空機から発射された場合は、ブラッドハウンド（血の狩人）と呼称され、旋回捜索パターンを描くといわれる。
1966年に、Mk.44短魚雷の後継として開発されたもので、現在はNATO諸国、日本、韓国などアメリカの友好国で主力短魚雷として使用されている。また、中国においても、これをもとにした類似機種が使用されている。
日本語表記は短魚雷であるが、英語ではlight-weight torpedo（LWT）である。アメリカ海軍における短魚雷の定義は直径が320mm以下で重量500ポンド未満のものを指す。

## 概要
Mk.46は航空機・ヘリコプターからの投下、またはアスロックの弾頭として使用する場合では直径1,000ヤードの右旋回螺旋航走パターンを描いて目標を捜索する。静止中のヘリコプターからの発射、または艦艇からの発射では射程4nm（7.4km）の蛇行捜索パターンを描く。捜索開始深度は125フィート (38 m)から1,400フィート (430 m)。投下初期にパッシブ捜索をし、その後にアクティブ捜索に切り替えるモードもある。音響的射程は1海里といわれるが、潜水艦が無反響タイル装備であれば、25-50%射程が短縮される。螺旋捜索中は、次発発射まで約5-10分間待たなければならない。蛇行航走では2分以上次発発射まで待機しなければならない。アクティブモード時の同時発射の場合はソナー音の干渉により、捜索誘導が不可能となる。
現在使用されているMk.46 Mod.5は2015年まで使用される予定である。Mod.5は浅深度での捜索能力を向上した。対潜水艦魚雷の弱点は、海底との衝突と、海面への突出であり、航走パターンと追尾用アクティブソナーの解析能力を向上させている。また、潜水艦からの魚雷攻撃を受けた場合の対抗魚雷として発射することも想定されている。
潜水艦からの対抗処置としては、短魚雷のアクティブモードに対抗してFTC：False Target Can（擬似気泡缶）または高圧空気の放出（バブル）を用いることがあり、パッシブ追尾に対しては、NAE：Noise Augmentation Emitter（雑音発生器）により音響的視野を撹乱することで回避されてしまう。また、温度境界層付近を航行して海中に航跡を作る方法や、急加速、急旋回、急潜航により魚雷を撹乱する。
本魚雷は最浅捜索深度の設定により、水上目標（シュノーケル航走中の潜水艦など）への攻撃の可否を選定できる。また、目標速力が33ノットまで対応可能とされ、原子力潜水艦にも対応が可能といわれる。命中率は70-80%といわれるが、実戦での戦果はない。
アメリカ海軍は、1990年代初頭より、全面的に性能を向上させた新設計の次世代機として、Mk.50、通称バラクーダを配備した。しかしこれは、高性能と引き換えに非常に高価であり、冷戦の終結にともなう国防予算の縮小もあって、Mk.46 mod.5の配備も継続された。その後、Mk.46のエンジンとMk.50の弾頭・誘導装置を組み合わせた漸進的な改良機としてのMk.54も開発されたが、Mk.46も併用して使われている。炸薬の代わりに染料パックが入った訓練用弾頭も用意されている。これは再利用できるため発射だけでなく回収の訓練にも使用されている。このほか、Mk60キャプター機雷にはMk.46 Mod4が内蔵されている。
なお、 Mod.0型×4発が中国に供与されたことがあるが、中国では、これとイタリア製A244をもとにYu-7およびET-52を開発し、Mk 32 短魚雷発射管をもとにした3連装短魚雷発射管とともに新造の艦船に搭載し、また、Z-9 哨戒ヘリコプターの対潜魚雷として、幅広く配備している。

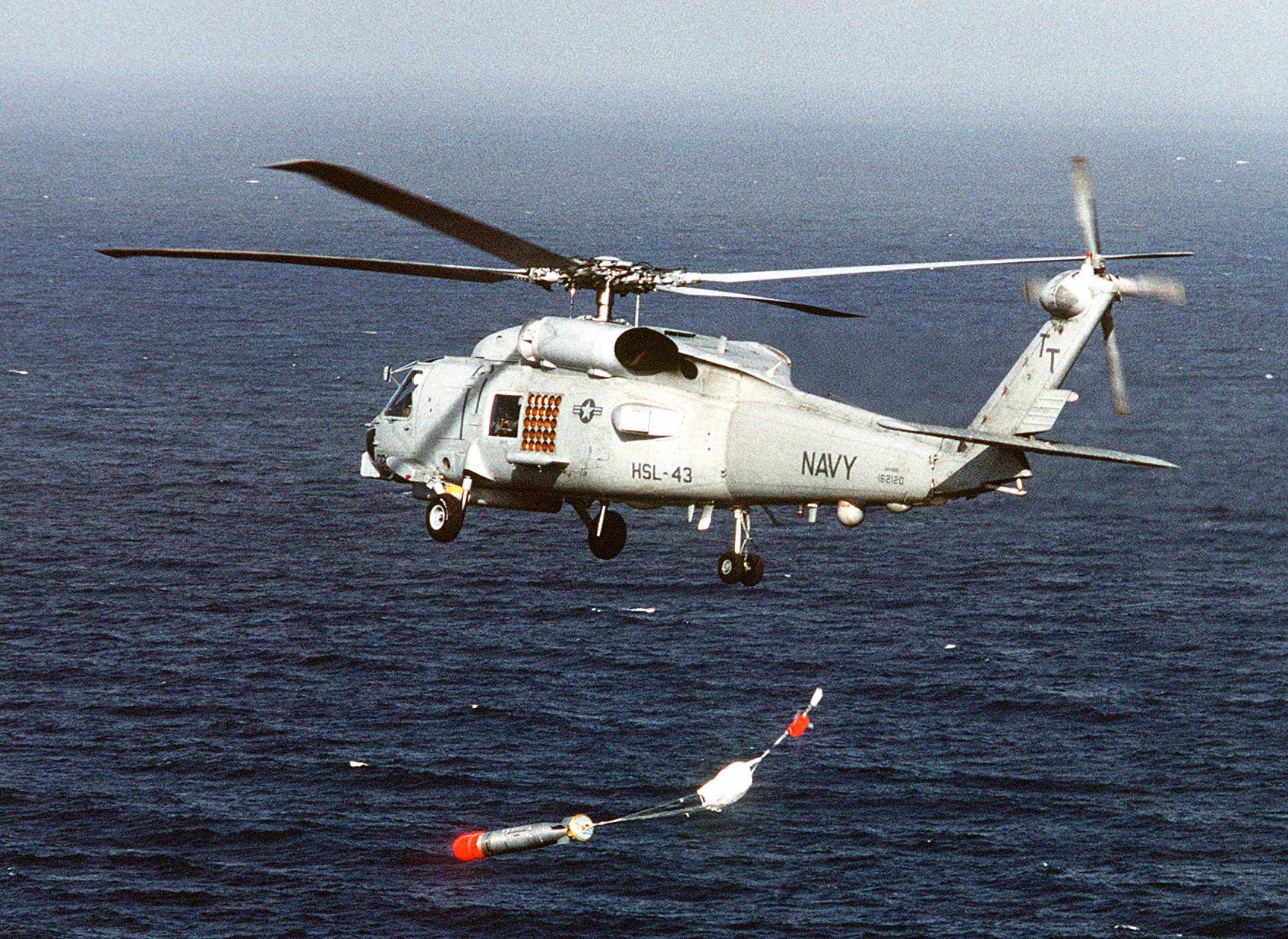
SH-60Bより投下されるMk.46。制動・姿勢制御用のドラッグ・シュートが開きかけている
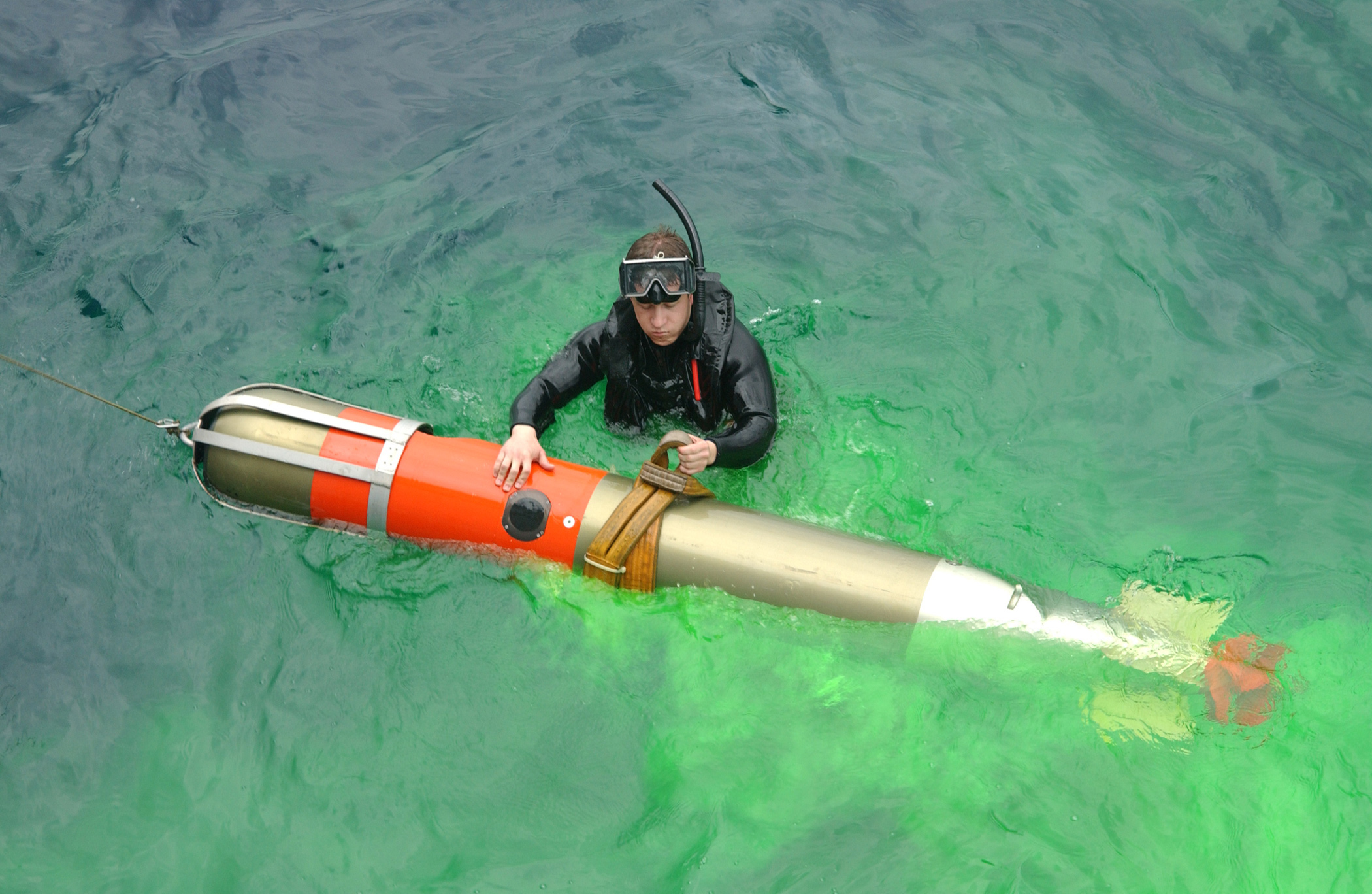
訓練用のMk.46を釣り上げるために作業するアメリカ海軍のスイマー。
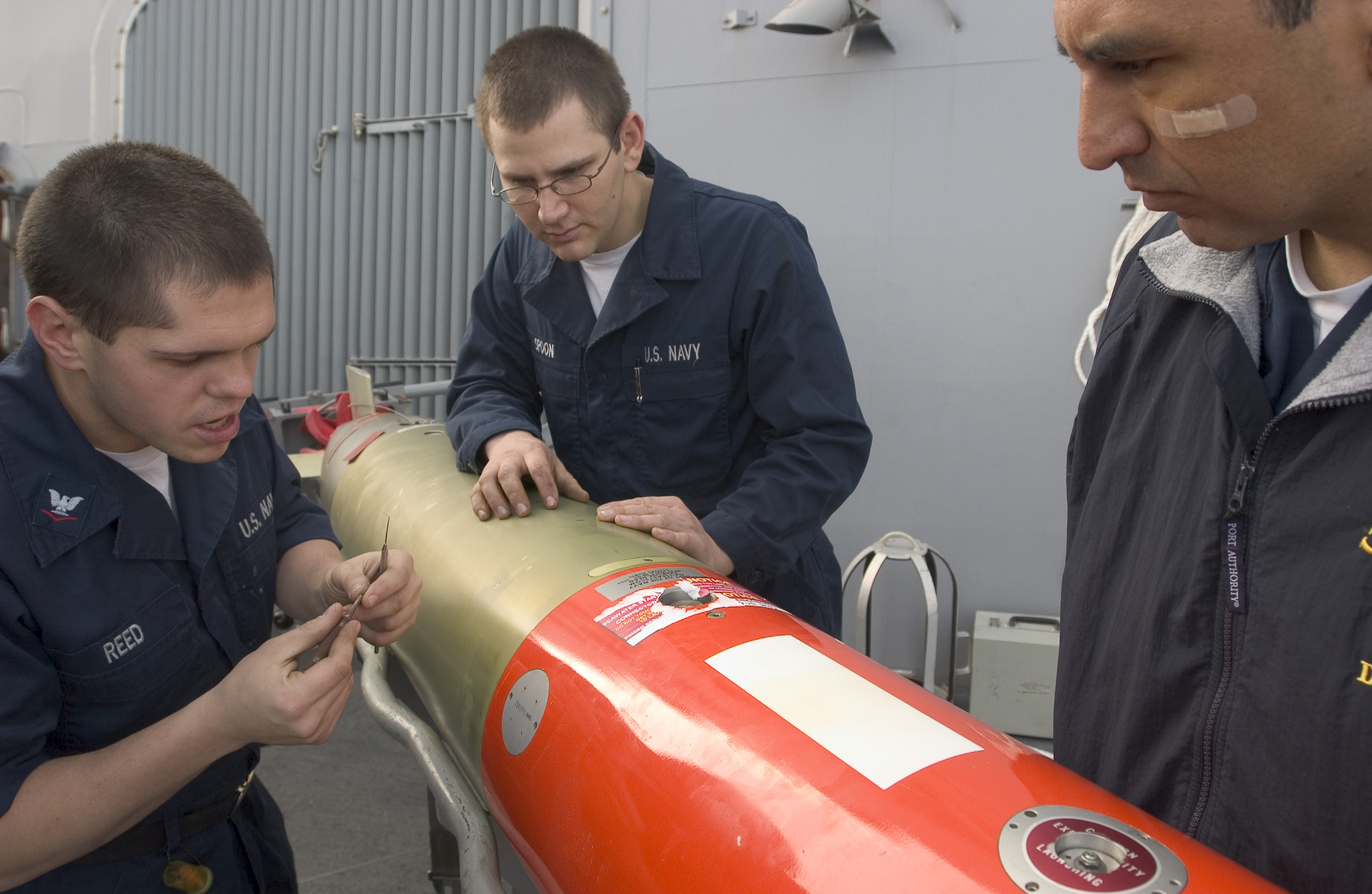
訓練用のMk.46に入った染料パックをチェックするアメリカ海軍の兵士
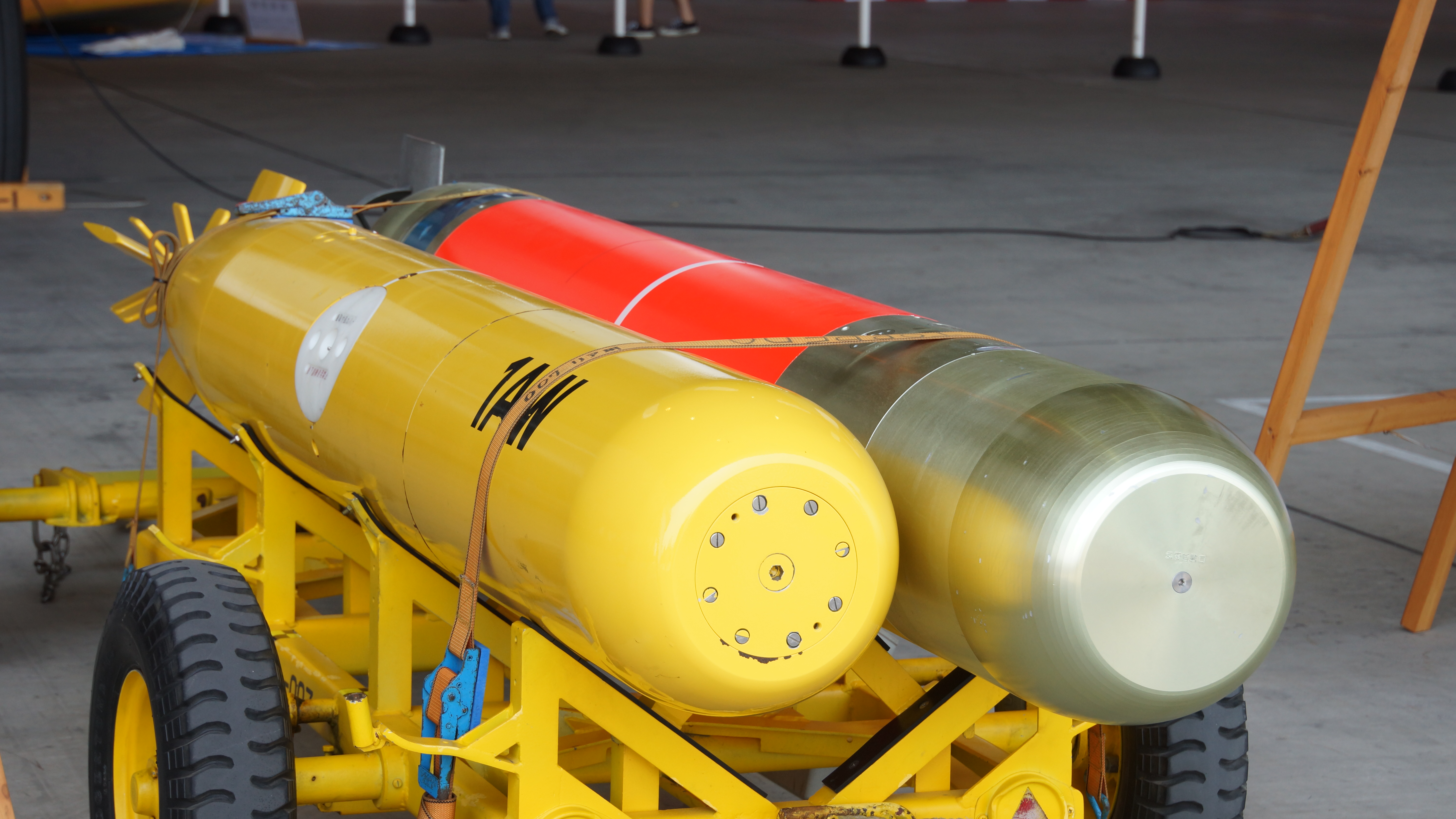
Mk.46（左）と97式魚雷（ダミー）の比較。